# Tullinge församling
Tullinge församling var en församling i Stockholms stift och i Botkyrka kommun i Stockholms län. Församlingen uppgick 2006 i Botkyrka församling.

## Administrativ historik
Församlingen bildades 1992 genom en utbrytning ur Botkyrka församling. 2006 återuppgick församlingen i Botkyrka församling.

## Kyrkor
- Tullinge kyrka
- Ljusets kyrka